# Nuestro Amor (албум RBD)
 (срп. Наша љубав) је други студијски албум мексичке групе RBD. Сва четири сингла са овог албума: Nuestro Amor, Aún Hay Algo, Tras De Mí и Este Corazón, достигли су на прва места топ-листа у Мексику. Албум је продат у више од 3.100.000 копија широм света. Маја 2006. године издат је албум Nosso Amor (Edição Brasil), који је у ствари исти албум само препеван на португалски за тржиште Бразила. Такође, исте године објављен је албум и DVD Live In Hollywood, који садрже уживо извођење песама са овог албума на концерту у  Лос Анђелесу. Само недељу дана касније објављен је још један DVD ¿Qué Hay Detrás de RBD?, који садржи скимке из бекстејџа, уживо извођење 3 песме и снимање спота за песму Aún Hay Algo.

## Списак песама
1. - 03:34
2. - 03:25
3. - 02:58
4. - 03:30
5. - 03:08
6. - 03:33
7. - 03:47
8. - 03:37
9. - 03:44
10. - 03:17
11. - 03:11
12. - 03:41
13. - 03:43
14. - 03:10

Бонус спот
- - 03:39

 обухвата
- све песме са стандардног издања
- песму  - 03:43
- спот  - 03:36
- галерију фотографија
- игре
- позадине, иконице и скрин-сејвере за компјутер

## Nosso Amor (Edição Brasil)
1. - 03:34
2. - 02:58
3. - 03:27
4. - 03:34
5. - 03:47
6. - 03:36
7. - 03:44
8. - 03:17
9. - 03:11
10. - 03:43
11. - 03:37

Бонус песме на шпанском језику
1. - 03:25
2. - 03:08